# Coppa del Mondo di sci alpino 1993
La Coppa del Mondo di sci alpino 1993 fu la ventisettesima edizione della manifestazione organizzata dalla Federazione Internazionale Sci; ebbe inizio il 28 novembre 1992 a Sestriere, in Italia (uomini), e a Park City, negli Stati Uniti (donne), e si concluse il 28 marzo 1993 a Åre, in Svezia. Nel corso della stagione si tennero a Morioka i Campionati mondiali di sci alpino 1993, non validi ai fini della Coppa del Mondo, il cui calendario contemplò dunque un'interruzione nel mese di febbraio.
In campo maschile furono disputate 34 gare (10 discese libere, 7 supergiganti, 6 slalom giganti, 8 slalom speciali, 3 combinate), in 16 diverse località. Il lussemburghese Marc Girardelli si aggiudicò la Coppa del Mondo generale; lo svizzero Franz Heinzer vinse la Coppa di discesa libera, il norvegese Kjetil André Aamodt quelle di supergigante e di slalom gigante e lo svedese Thomas Fogdö quella di slalom speciale. Lo svizzero Paul Accola era il detentore uscente della Coppa generale.
In campo femminile furono disputate 32 gare (9 discese libere, 6 supergiganti, 7 slalom giganti, 8 slalom speciali, 2 combinate), in 13 diverse località. L'austriaca Anita Wachter si aggiudicò la Coppa del Mondo generale; la tedesca Katja Seizinger vinse le Coppe di discesa libera e di supergigante, la francese Carole Merle quella di slalom gigante e la svizzera Vreni Schneider quella di slalom speciale. L'austriaca Petra Kronberger era la detentrice uscente della Coppa generale.

## Uomini

### Risultati
| Data             | Località                    | Nazione     | Pista                 | Spec. | Primo                | Secondo                                  | Terzo                       |
| ---------------- | --------------------------- | ----------- | --------------------- | ----- | -------------------- | ---------------------------------------- | --------------------------- |
| 28 novembre 1992 | Sestriere                   | Italia      | Kandahar Banchetta    | GS    | Kjetil André Aamodt  | Alberto Tomba                            | Johan Wallner               |
| 29 novembre 1992 | Sestriere                   | Italia      | Kandahar Slalom       | SL    | Fabrizio Tescari     | Michael Tritscher                        | Armin Bittner Hubert Strolz |
| 5 dicembre 1992  | Val-d'Isère                 | Francia     | La face de Bellevarde | SG    | Jan Einar Thorsen    | Franz Heinzer                            | Luigi Colturi               |
| 6 dicembre 1992  | Val-d'Isère                 | Francia     | La face de Bellevarde | SL    | Thomas Fogdö         | Thomas Sykora                            | Hubert Strolz               |
| 11 dicembre 1992 | Val Gardena                 | Italia      | Saslong               | DH    | William Besse        | Jan Einar Thorsen                        | Patrick Ortlieb             |
| 12 dicembre 1992 | Val Gardena                 | Italia      | Saslong               | DH    | Leonhard Stock       | William Besse                            | A J Kitt                    |
| 13 dicembre 1992 | Alta Badia                  | Italia      | Gran Risa             | GS    | Marc Girardelli      | Alain Feutrier                           | Alberto Tomba               |
| 15 dicembre 1992 | Madonna di Campiglio        | Italia      | 3-Tre                 | SL    | Patrice Bianchi      | Alberto Tomba                            | Thomas Sykora               |
| 19 dicembre 1992 | Kranjska Gora               | Slovenia    | Podkoren              | SL    | Thomas Fogdö         | Alberto Tomba                            | Peter Roth                  |
| 20 dicembre 1992 | Kranjska Gora               | Slovenia    | Podkoren              | GS    | Marc Girardelli      | Lasse Kjus                               | Fredrik Nyberg              |
| 22 dicembre 1992 | Bad Kleinkirchheim          | Austria     |                       | SG    | Armin Assinger       | Leonhard Stock                           | Kjetil André Aamodt         |
| 9 gennaio 1993   | Garmisch-Partenkirchen      | Germania    | Gudiberg              | SL    | Alberto Tomba        | Kjetil André Aamodt Thomas Stangassinger |                             |
| 10 gennaio 1993  | Garmisch-Partenkirchen      | Germania    | Kandahar              | DH    | Franz Heinzer        | Pietro Vitalini                          | Günther Mader               |
| 10 gennaio 1993  | Garmisch-Partenkirchen      | Germania    | Gudiberg Kandahar     | KB    | Marc Girardelli      | Kjetil André Aamodt                      | Günther Mader               |
| 11 gennaio 1993  | Garmisch-Partenkirchen      | Germania    | Kandahar              | DH    | Daniel Mahrer        | Peter Rzehak                             | Franz Heinzer               |
| 12 gennaio 1993  | Sankt Anton am Arlberg      | Austria     |                       | SG    | Marc Girardelli      | Jan Einar Thorsen                        | Günther Mader               |
| 16 gennaio 1993  | Sankt Anton am Arlberg      | Austria     |                       | DH    | Franz Heinzer        | Peter Runggaldier                        | Günther Mader               |
| 17 gennaio 1993  | Lech                        | Austria     | Schlegelkopf          | SL    | Thomas Fogdö         | Jure Košir                               | Alberto Tomba               |
| 17 gennaio 1993  | Sankt Anton am Arlberg Lech | Austria     |                       | KB    | Marc Girardelli      | Günther Mader                            | Hubert Strolz               |
| 19 gennaio 1993  | Veysonnaz                   | Svizzera    | Piste de l'Ours       | GS    | Michael von Grünigen | Alberto Tomba                            | Lasse Kjus                  |
| 23 gennaio 1993  | Veysonnaz                   | Svizzera    | Piste de l'Ours       | DH    | Franz Heinzer        | Patrick Ortlieb                          | William Besse               |
| 24 gennaio 1993  | Veysonnaz                   | Svizzera    | Piste de l'Ours       | SL    | Thomas Stangassinger | Alberto Tomba                            | Thomas Fogdö                |
| 24 gennaio 1993  | Veysonnaz                   | Svizzera    | Piste de l'Ours       | KB    | Marc Girardelli      | Kjetil André Aamodt                      | Günther Mader               |
| 27 febbraio 1993 | Whistler                    | Canada      |                       | DH    | Atle Skårdal         | Tommy Moe                                | Franz Heinzer               |
| 28 febbraio 1993 | Whistler                    | Canada      |                       | SG    | Günther Mader        | Franz Heinzer                            | Patrick Ortlieb             |
| 7 marzo 1993     | Aspen                       | Stati Uniti | Ruthie's              | SG    | Kjetil André Aamodt  | Stephan Eberharter                       | Daniel Mahrer               |
| 15 marzo 1993    | Sierra Nevada               | Spagna      | Granados              | DH    | Armin Assinger       | Daniel Mahrer                            | Hannes Trinkl               |
| 19 marzo 1993    | Kvitfjell                   | Norvegia    | Olympiabakken         | DH    | Adrien Duvillard     | Werner Perathoner                        | Atle Skårdal                |
| 20 marzo 1993    | Kvitfjell                   | Norvegia    | Olympiabakken         | DH    | Armin Assinger       | Werner Perathoner                        | Hannes Trinkl               |
| 21 marzo 1993    | Kvitfjell                   | Norvegia    | Olympiabakken         | SG    | Kjetil André Aamodt  | Daniel Mahrer                            | Dietmar Thöni               |
| 23 marzo 1993    | Oppdal                      | Norvegia    | Hovden                | GS    | Kjetil André Aamodt  | Johan Wallner                            | Fredrik Nyberg              |
| 26 marzo 1993    | Åre                         | Svezia      | Olympia               | SG    | Kjetil André Aamodt  | Günther Mader                            | Franz Heinzer               |
| 27 marzo 1993    | Åre                         | Svezia      | Olympia               | GS    | Kjetil André Aamodt  | Alberto Tomba                            | Marc Girardelli             |
| 28 marzo 1993    | Åre                         | Svezia      | Olympia               | SL    | Thomas Fogdö         | Kjetil André Aamodt                      | Thomas Stangassinger        |

Legenda:

DH = discesa libera

SG = supergigante

GS = slalom gigante

SL = slalom speciale

KB = combinata

### Classifiche

#### Generale

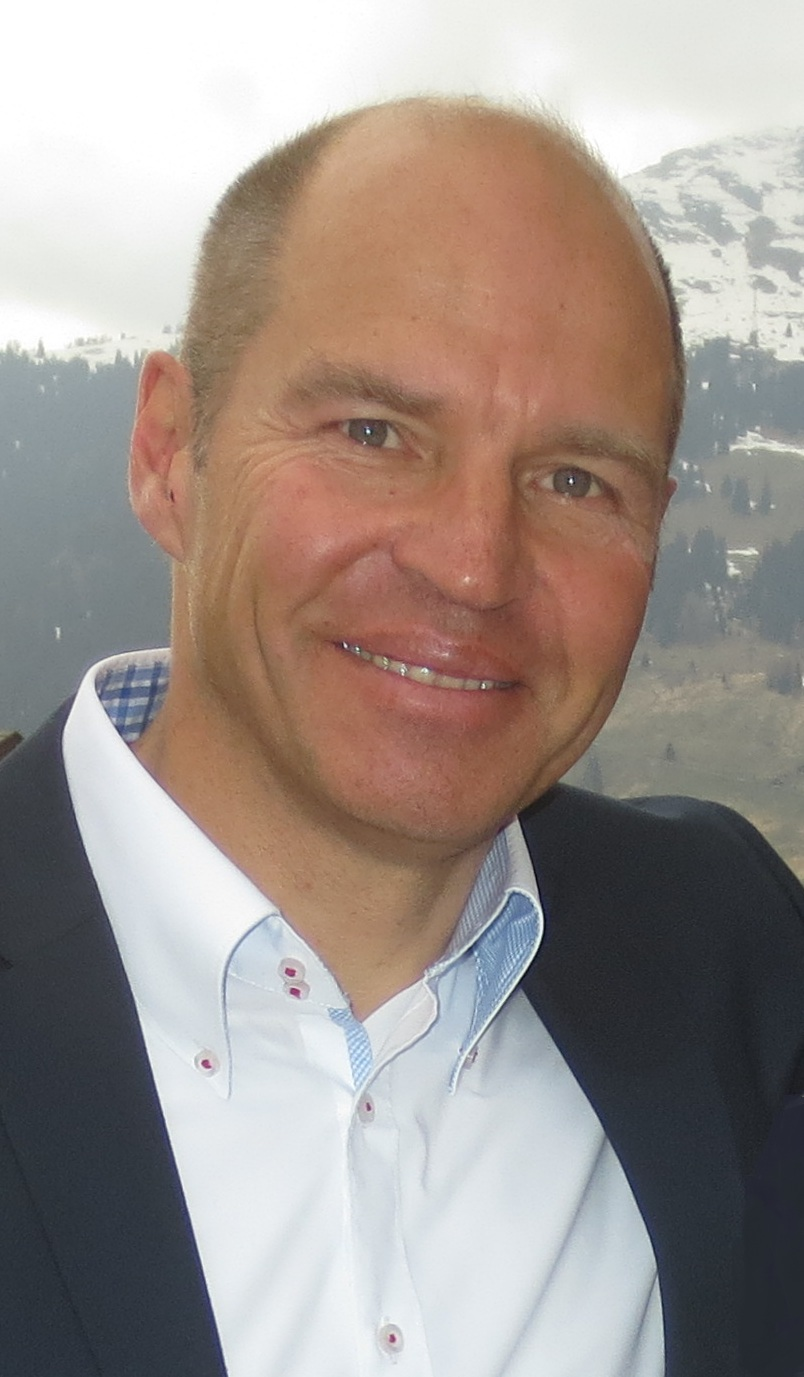
Marc Girardelli nel 2014

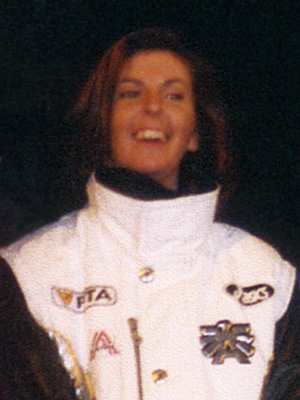
Anita Wachter a Semmering nel 1996

| Pos. | Nome                | Nazione     | Punti |
| ---- | ------------------- | ----------- | ----- |
| 1    | Marc Girardelli     | Lussemburgo | 1379  |
| 2    | Kjetil André Aamodt | Norvegia    | 1347  |
| 3    | Franz Heinzer       | Svizzera    | 828   |
| 4    | Günther Mader       | Austria     | 826   |
| 5    | Alberto Tomba       | Italia      | 817   |
| 6    | Atle Skårdal        | Norvegia    | 596   |
| 7    | Patrick Ortlieb     | Austria     | 560   |
| 8    | Daniel Mahrer       | Svizzera    | 556   |
| 9    | Thomas Fogdö        | Svezia      | 545   |
| 10   | Armin Assinger      | Austria     | 533   |

#### Discesa libera
| Pos. | Nome           | Nazione  | Punti |
| ---- | -------------- | -------- | ----- |
| 1    | Franz Heinzer  | Svizzera | 527   |
| 2    | Atle Skårdal   | Norvegia | 427   |
| 3    | William Besse  | Svizzera | 366   |
| 4    | Armin Assinger | Austria  | 360   |
| 5    | Daniel Mahrer  | Svizzera | 343   |

#### Supergigante
| Pos. | Nome                | Nazione     | Punti |
| ---- | ------------------- | ----------- | ----- |
| 1    | Kjetil André Aamodt | Norvegia    | 420   |
| 2    | Günther Mader       | Austria     | 307   |
| 3    | Franz Heinzer       | Svizzera    | 301   |
| 4    | Jan Einar Thorsen   | Norvegia    | 294   |
| 5    | Marc Girardelli     | Lussemburgo | 216   |

#### Slalom gigante
| Pos. | Nome                | Nazione     | Punti |
| ---- | ------------------- | ----------- | ----- |
| 1    | Kjetil André Aamodt | Norvegia    | 410   |
| 2    | Alberto Tomba       | Italia      | 381   |
| 3    | Marc Girardelli     | Lussemburgo | 372   |
| 4    | Lasse Kjus          | Norvegia    | 254   |
| 5    | Fredrik Nyberg      | Svezia      | 250   |

#### Slalom speciale
| Pos. | Nome                 | Nazione  | Punti |
| ---- | -------------------- | -------- | ----- |
| 1    | Thomas Fogdö         | Svezia   | 545   |
| 2    | Alberto Tomba        | Italia   | 436   |
| 3    | Thomas Stangassinger | Austria  | 362   |
| 4    | Bernhard Gstrein     | Austria  | 276   |
| 5    | Kjetil André Aamodt  | Norvegia | 267   |

#### Combinata
Nel 1993 fu anche stilata la classifica della combinata, sebbene non venisse assegnato alcun trofeo al vincitore.
| Pos. | Nome                | Nazione     | Punti |
| ---- | ------------------- | ----------- | ----- |
| 1    | Marc Girardelli     | Lussemburgo | 300   |
| 2    | Günther Mader       | Austria     | 200   |
| 3    | Kjetil André Aamodt | Norvegia    | 160   |
| 4    | Steve Locher        | Svizzera    | 131   |
| 5    | Hubert Strolz       | Austria     | 105   |

## Donne

### Risultati
| Data             | Località          | Nazione     | Pista                  | Spec. | Prima              | Seconda             | Terza                      |
| ---------------- | ----------------- | ----------- | ---------------------- | ----- | ------------------ | ------------------- | -------------------------- |
| 28 novembre 1992 | Park City         | Stati Uniti | C.B.'s Run             | GS    | Ulrike Maier       | Carole Merle        | Vreni Schneider            |
| 29 novembre 1992 | Park City         | Stati Uniti | C.B.'s Run             | SL    | Julie Parisien     | Pernilla Wiberg     | Annelise Coberger          |
| 5 dicembre 1992  | Steamboat Springs | Stati Uniti |                        | GS    | Anita Wachter      | Sabina Panzanini    | Deborah Compagnoni         |
| 6 dicembre 1992  | Steamboat Springs | Stati Uniti |                        | SL    | Pernilla Wiberg    | Annelise Coberger   | Petra Kronberger           |
| 12 dicembre 1992 | Vail              | Stati Uniti |                        | DH    | Miriam Vogt        | Katrin Gutensohn    | Kerrin Lee-Gartner         |
| 13 dicembre 1992 | Vail              | Stati Uniti |                        | SG    | Ulrike Maier       | Astrid Lødemel      | Anita Wachter              |
| 19 dicembre 1992 | Lake Louise       | Canada      | Men’s Olympic Downhill | DH    | Chantal Bournissen | Katja Seizinger     | Michaela Gerg              |
| 20 dicembre 1992 | Lake Louise       | Canada      | Men’s Olympic Downhill | SG    | Katja Seizinger    | Tat'jana Lebedeva   | Regina Häusl               |
| 5 gennaio 1993   | Maribor           | Slovenia    | Pohorje                | GS    | Carole Merle       | Anita Wachter       | Vreni Schneider            |
| 6 gennaio 1993   | Maribor           | Slovenia    | Radvanje               | SL    | Vreni Schneider    | Annelise Coberger   | Deborah Compagnoni         |
| 9 gennaio 1993   | Cortina d'Ampezzo | Italia      | Olimpia delle Tofane   | DH    | Regina Häusl       | Heidi Zurbriggen    | Katja Seizinger            |
| 10 gennaio 1993  | Cortina d'Ampezzo | Italia      | Olimpia delle Tofane   | GS    | Carole Merle       | Anita Wachter       | Deborah Compagnoni         |
| 15 gennaio 1993  | Cortina d'Ampezzo | Italia      | Olimpia delle Tofane   | DH    | Katja Seizinger    | Carole Merle        | Barbara Sadleder           |
| 16 gennaio 1993  | Cortina d'Ampezzo | Italia      | Olimpia delle Tofane   | SG    | Ulrike Maier       | Carole Merle        | Sylvia Eder                |
| 17 gennaio 1993  | Cortina d'Ampezzo | Italia      | Olimpia delle Tofane   | SL    | Vreni Schneider    | Annelise Coberger   | Karin Buder                |
| 17 gennaio 1993  | Cortina d'Ampezzo | Italia      | Olimpia delle Tofane   | KB    | Anita Wachter      | Miriam Vogt         | Sabine Ginther             |
| 22 gennaio 1993  | Haus              | Austria     |                        | DH    | Chantal Bournissen | Varvara Zelenskaja  | Sabine Ginther             |
| 24 gennaio 1993  | Haus              | Austria     |                        | SL    | Patricia Chauvet   | Anita Wachter       | Morena Gallizio            |
| 26 febbraio 1993 | Veysonnaz         | Svizzera    | Piste de l'Ours        | DH    | Katja Seizinger    | Kerrin Lee-Gartner  | Miriam Vogt                |
| 27 febbraio 1993 | Veysonnaz         | Svizzera    | Piste de l'Ours        | DH    | Anja Haas          | Régine Cavagnoud    | Kate Pace Heidi Zurbriggen |
| 28 febbraio 1993 | Veysonnaz         | Svizzera    | Piste de l'Ours        | SG    | Carole Merle       | Anita Wachter       | Régine Cavagnoud           |
| 3 marzo 1993     | Morzine           | Francia     |                        | DH    | Katja Seizinger    | Regina Häusl        | Astrid Lødemel             |
| 7 marzo 1993     | Morzine           | Francia     |                        | SG    | Deborah Compagnoni | Katja Seizinger     | Anita Wachter              |
| 13 marzo 1993    | Kvitfjell         | Norvegia    | Olympiabakken          | DH    | Kate Pace          | Picabo Street       | Carole Montillet           |
| 14 marzo 1993    | Hafjell           | Norvegia    | Råbøl                  | SL    | Renate Götschl     | Kristina Andersson  | Patricia Chauvet           |
| 14 marzo 1993    | Kvitfjell Hafjell | Norvegia    | Olympiabakken Råbøl    | KB    | Bibiana Perez      | Morena Gallizio     | Miriam Vogt                |
| 15 marzo 1993    | Hafjell           | Norvegia    | Kringla                | GS    | Christina Meier    | Martina Ertl        | Katja Seizinger            |
| 19 marzo 1993    | Vemdalen          | Svezia      | Björnrike              | SL    | Vreni Schneider    | Patricia Chauvet    | Annelise Coberger          |
| 20 marzo 1993    | Vemdalen          | Svezia      | Björnrike              | GS    | Katja Seizinger    | Heidi Zeller-Bähler | Carole Merle               |
| 26 marzo 1993    | Åre               | Svezia      | Olympia                | SG    | Katja Seizinger    | Ulrike Maier        | Deborah Compagnoni         |
| 27 marzo 1993    | Åre               | Svezia      | Olympia                | GS    | Carole Merle       | Deborah Compagnoni  | Anita Wachter              |
| 28 marzo 1993    | Åre               | Svezia      | Olympia                | SL    | Vreni Schneider    | Karin Köllerer      | Christina Riegel           |

Legenda:

DH = discesa libera

SG = supergigante

GS = slalom gigante

SL = slalom speciale

KB = combinata

### Classifiche

#### Generale
| Pos. | Nome                | Nazione  | Punti |
| ---- | ------------------- | -------- | ----- |
| 1    | Anita Wachter       | Austria  | 1286  |
| 2    | Katja Seizinger     | Germania | 1266  |
| 3    | Carole Merle        | Francia  | 1086  |
| 4    | Miriam Vogt         | Germania | 701   |
| 5    | Ulrike Maier        | Austria  | 696   |
| 6    | Vreni Schneider     | Svizzera | 626   |
| 7    | Martina Ertl        | Germania | 605   |
| 8    | Heidi Zeller-Bähler | Svizzera | 599   |
| 9    | Kerrin Lee-Gartner  | Canada   | 565   |
| 10   | Regina Häusl        | Germania | 553   |

#### Discesa libera
| Pos. | Nome               | Nazione  | Punti |
| ---- | ------------------ | -------- | ----- |
| 1    | Katja Seizinger    | Germania | 604   |
| 2    | Regina Häusl       | Germania | 323   |
| 3    | Kerrin Lee-Gartner | Canada   | 294   |
| 4    | Anja Haas          | Austria  | 291   |
| 5    | Kate Pace          | Canada   | 285   |

#### Supergigante
| Pos. | Nome            | Nazione  | Punti |
| ---- | --------------- | -------- | ----- |
| 1    | Katja Seizinger | Germania | 371   |
| 2    | Ulrike Maier    | Austria  | 356   |
| 3    | Carole Merle    | Francia  | 326   |
| 4    | Anita Wachter   | Austria  | 313   |
| 5    | Sylvia Eder     | Austria  | 263   |

#### Slalom gigante
| Pos. | Nome                | Nazione  | Punti |
| ---- | ------------------- | -------- | ----- |
| 1    | Carole Merle        | Francia  | 480   |
| 2    | Anita Wachter       | Austria  | 396   |
| 3    | Martina Ertl        | Germania | 278   |
| 4    | Ulrike Maier        | Austria  | 252   |
| 5    | Heidi Zeller-Bähler | Svizzera | 245   |

#### Slalom speciale
| Pos. | Nome               | Nazione       | Punti |
| ---- | ------------------ | ------------- | ----- |
| 1    | Vreni Schneider    | Svizzera      | 490   |
| 2    | Annelise Coberger  | Nuova Zelanda | 484   |
| 3    | Patricia Chauvet   | Francia       | 402   |
| 4    | Anita Wachter      | Austria       | 272   |
| 5    | Kristina Andersson | Svezia        | 261   |

#### Combinata
Nel 1993 fu anche stilata la classifica della combinata, sebbene non venisse assegnato alcun trofeo alla vincitrice.
| Pos. | Nome            | Nazione  | Punti |
| ---- | --------------- | -------- | ----- |
| 1    | Anita Wachter   | Austria  | 150   |
| 2    | Miriam Vogt     | Germania | 140   |
| 3    | Morena Gallizio | Italia   | 120   |
| 4    | Bibiana Perez   | Italia   | 100   |
| 5    | Martina Ertl    | Germania | 90    |